# Associação comercial
Uma associação comercial é uma associação que visa ao comércio e às trocas comerciais entre países ou grupos com poder de compra ou venda.
A associação comercial é uma entidade de classe cujo propósito é defender os interesses da classe empresarial. Ela disponibiliza diversos tipos de serviços para seus associados, tais como: planos de saúde, planos de telefonia, promove cursos e palestras, banco de currículos, disponibilização de espaço para reuniões, etc.